# Efervescência
Efervescência é a liberação de gás de uma solução líquida. O termo é usado para descrever o espumejar ou o estalido resultante da liberação de gás. Em laboratório, um exemplo comum de efervescência é a adição de ácido clorídrico a um bloco de calcário. Outro exemplo comum são os comprimidos efervescentes onde o dióxido de carbono é produzido na reação de bicarbonato de sódio com algum ácido contido no comprimido. Se pequenas peças de mármore ou de drágeas de antiácido são adicionadas ao ácido clorídrico em um tubo de ensaio fechado com cortiça, a efervescência do dióxido de carbono pode ser observada.
Esse processo é geralmente representado pela seguinte reação química, em que uma solução pressurizada de ácido carbônico dissolvida na água libera  dióxido de carbono gasoso em descompressão:
Em termos simples, é o resultado da reação química ocorrida no líquido no qual se tem como produto um gás.